# Al Parker
Pour les articles homonymes, voir Parker.
Al Parker (de son vrai nom Andrew R. Okun), né le 25 juin 1952 à Natick (MA) et mort le 17 août 1992 à San Francisco (CA), est un acteur pornographique et réalisateur de films pornographiques.

## Biographie
Au-delà de ses films, Parker est mieux connu dans la culture gay comme l'une des icônes de l'ère du « Castro Street Clone », le clone étant un homme gay bien bâti et moustachu, d'apparence virile, populaire dans les années 1970 dans le quartier gay de San Francisco.
Il est découvert par le fondateur de Colt Studios. Il travaille comme acteur, réalisateur et producteur. Il commence dans une société où il monte des rouleaux de 12–15 minutes contenant une scène sexuelle complète, que l'on peut monter avec d'autres pour former un long-métrage. Il crée avec son compagnon Cole sa société de production, Surge Videos, pour tourner ses propres films en Californie. Il tourne de nombreux films et devient une vedette dans son domaine. Ses films sont connus à l'époque pour leur style : des scènes bien éclairées, des angles de prise de vue complexes et des ralentis au moment de l'éjaculation. En 1984, il produit jusqu'à six films. Il impose le port du préservatif sur ses films. Atteint du sida, son compagnon meurt en 1986. Il continue de tourner, mais atteint lui aussi du sida, continue de prendre des risques. Il meurt de complications du sida en 1992.
Sa vie a fait l'objet d'une biographie de Roger Edmonson : Clone : The Life and Legacy of Al Parker, Gay Superstar.

## Vidéographie complète
- 1977 : Heavy Equipment de Lancer Brooks (film projeté en 3-D)
- 1979 : Inches de Steve Scott
- 1979 : The Other Side of Aspen 1 de Colin Myer
- 1980 : Wanted
- 1981 : Al Parker's flashback (titre français : Flashbacks)
- 1981 : Help wanted
- 1981 : Performance
- 1982 : Al Parker's turned on
- 1982 : Turned on!
- 1983 : A Few Good Men
- 1983 : Champ
- 1983 : Dangerous
- 1983 : Games
- 1983 : Heavy equipment
- 1983 : Weekend lockup
- 1984 : Best of Buckshot Productions  (compilation)
- 1984 : Century mining
- 1984 : Christopher Rage's outrage (titre français : Outrage)
- 1984 : Hard disk drive
- 1984 : Head trips
- 1984 : High tech
- 1984 : One in a billion
- 1984 : Rangers
- 1984 : Therapy
- 1985 : Daddies plaything
- 1985 : Oversize load
- 1985 : Strange places, strange things
- 1986 : Best of Colt Films 3 (compilation)
- 1986 : Best of Colt Films 4 (compilation)
- 1986 : Better than ever
- 1986 : Original good hot stuff
- 1987 : Best of Brentwood (compilation)
- 1987 : Best of Surge (compilation)
- 1988 : A night alone with Al Parker
- 1988 : Advocate men live 2
- 1988 : Surge men at their best (compilation)
- 1988 : Turbo charge
- 1990 : America's sexiest home videos
- 1991 : Best of Colt Films 10 (compilation)
- 1991 : Fast idle
- 1992 : Kinky stuff
- 1992 : Overload
- 1993 : Best of Colt Films 13 (compilation)
- 1994 : Alone and in heat
- 1994 : Oral extravaganza (compilation)
- 1995 : Al Parker's top performances
- 1995 : Super Surge outtakes 2 (compilation)
- 1995 : Very receptive
- 2007 : Falcon Studios 35th Anniversary Limited Edition (compilation)
- 2008 : Best of Al Parker (compilation)